# 交響曲第4番 (ドヴォルザーク)
交響曲第4番 ニ短調 作品13, B. 41 は、アントニン・ドヴォルザークが1874年に作曲した交響曲。

## 概要
本作は1874年の1月1日から3月26日にかけて作曲されており、完成から数日後に、前年に作曲した『第3番 変ホ長調』（作品10, B. 34）が初演されている。第3番と本作、それに室内楽曲をオーストリア政府文化省に提出し、高額の奨学金を得ることになった。
第3楽章のみが1874年5月25日にプラハで、ベドルジハ・スメタナの指揮により初演されたが、1887年末から1888年初頭にかけて改訂しており、全曲の初演は1892年3月6日にドヴォルザーク自身の指揮により、同じくプラハで行われた。出版はドヴォルザークの死後がら8年が経過した1912年であり、かつては現在の『第8番 ト長調』（作品88, B. 163）が「第4番」として出版されていた。

## 楽器編成
フルート2（ピッコロ2持ち替え）、オーボエ2、クラリネット2、ファゴット2、ホルン4、トランペット2、トロンボーン3、ティンパニ、打楽器、ハープ、弦五部。

## 曲の構成
全4楽章、演奏時間は約43分（第1楽章の繰り返しを含む）。
- 第1楽章 アレグロ
ニ短調、4分の3拍子、ソナタ形式。

- 第2楽章 アンダンテ・ソステヌート・エ・モルト・カンタービレ
変ロ長調、4分の4拍子、変奏曲形式。

主題がリヒャルト・ワーグナーのオペラ『タンホイザー』の「巡礼の合唱」そっくりに作られている。

- 第3楽章 スケルツォ：アレグロ・フェローチェ
ニ短調、4分の6拍子。

同じくワーグナーの楽劇『ニュルンベルクのマイスタージンガー』からの影響が見られ、コーダで第1楽章の主題が扱われる。

- 第4楽章 フィナーレ：アレグロ・コン・ブリオ
ニ短調 - ニ長調、4分の2拍子、ロンドソナタ形式。